# Избор песме
Избор песме је фестивал такмичарског формата на ком се из понуде песама бира она најбоља.
Први фестивал у формату избора песме је Фестивал у Санрему који се одржава сваке године од 1951. године и првобитно је био радијски шоу. Од 1955. године, он се емитује и на националном каналу РАИ 1. Током прве две године, свака песма је извођена једном, а од 1953. до 1971. осим 1956. је свака песма извођена два пута од стране две различита извођача у два различита оркестарска аранжмана, да би се показао композиторски рад, што је и био примарни циљ фестивала.
Најпопуларнији фестивал избора песме на свету је Песма Евровизије са око 200 милиона гледалаца сваке године. Из ње су се родили разни избори на којима се бирају представници великог броја држава који су понекад и популарнији у својим матичним државама од саме Евровизије, као што је Мелодифестивален у Шведској.